# Галактіонов Михайло Михайлович
Михайло Михайлович Галактіонов (рос. Михаил Михайлович Галактионов; нар. 21 травня 1984, Москва, РРФСР) — російський футбольний тренер.

## Життєпис
Займатися футболом розпочав у школі московського «Динамо» на запрошення директора школи Віктора Царьова. Після закінчення школи став грати в команді під керівництвом Євгена Лапкова. Кар'єру гравця закінчив у 22 роки через проблеми зі здоров'ям.
У 2006 році закінчив Московський міський педагогічний університет за спеціальністю тренер-викладач з футболу. У 2008 році закінчив Державний університет управління (менеджмент в ігрових видах спорту). У 2008 році стажувався в нідерландських клубах «Аякс», ПСВ, «Феєнорд», «Утрехт». У 2010 році стажувався у французькому «Лансі». У 2012 році закінчив Вищу школу тренерів. Закінчив Академію тренерської майстерності РФС (листопад 2013 — червень 2014 року), отримав ліцензію А УЄФА.
Працював тренером у ДЮСШ «Савеловський», футзальльному клубі «Діна», московському аматорському клубі «Інтер». З 2007 року — тренер в академії московського «Динамо». Протягом чотирьох років працював з командою 1995 року народження, а потім — з командою 1997 року народження.
У травні 2014 року призначений головним тренером збірної Росії 1998 року народження. На юнацькому чемпіонаті Європи 2015 року в травні команда дійшла до півфіналу, де програла Німеччині з рахунком 0:1. На жовтнево — листопадовому чемпіонаті світу 2015 року в 1/8 фіналу команда поступилася Еквадору, 1:4. У 2016 році став переможцем Меморіалу Гранаткіна, нагороджений премією «Пік Качалина» як найкращий тренер року за досягнення в роботі з молодими футболістами. 1 червня 2017 року за згодою з РФС залишив посаду старшого тренера юнацької збірної Росії. У той же день увійшов до тренерського штабу клубу російської прем'єр-ліги «Ахмат». 
30 жовтня 2017 року, після відставки Олега Кононова, призначений виконуючим обов'язки головного тренера «Ахмата». У першому матчі під керівництвом Михайла Галактіонова грозненці перемогли «Ростов» (1:0). 14 грудня підписав контракт на посаді головного тренера на 3,5 роки. На кінець 2017 року у віці 33 років входив до трійки наймолодших тренерів клубів провідних ліг Європи разом з Юліаном Нагельсманном з «Гоффенхайма» і Доменіко Тедеско з «Шальке 04». 7 квітня 2018 року після поразки на виїзді від «Рубіна» подав у відставку.
22 травня 2018 року призначений старшим тренером юнацької збірної Росії (U-20), яка була сформована з гравців 1998 та 1999 років народження. Став фіналістом (срібним призером) турнірів COTIF-2018 і «Переправа-2019».
7 грудня 2018 року був призначений виконуючим обов'язки старшого тренера молодіжної збірної Росії. 19 грудня затверджений неа посаді старшого тренера. У жовтні 2020 року збірна під його керівництвом успішно кваліфікувалася на чемпіонат Європи. Але на самому турнірі росіяни завершили виступ вже після закінчення групового етапу.